# 琉璃节肢蕨
琉璃节肢蕨（学名：Arthromeris himalayensis）为水龙骨科节肢蕨属下的一个种。